# Miami Ink
Miami Ink este un reality show pe TLC care urmărește eventimentele ce se petrec la un salon de tatuaje din Miami Beach, Florida. Emisiunea a avut premiera în iulie 2005 și a terminat cel de-al 4-lea și ultimul sezon. Showul a condus la alte emisiuni de gen cum ar fi LA Ink și London Ink.

## Istorie
Salonul, denumit înainte de începutul showului 305 Ink (305 referindu-se la codul de zonă al orașului Miami) este co-proprietatea artiștilor tatuatori Ami James și Chris Nunez și, de asemenea, reunește artiști precum Chris Garver, Darren Brass și Yoji Harada. 
Artistul californian James „Sword-crosser“ Hamilton, Luke Wessman, Mikey Slater și JMorgwn Pennypacker, precum și doi manageri, Guy Sahar și Lee „On One Knee“ Rodriguez sunt alți membri ai grupului. Kat von D s-a alăturat echipei în timpul primului sezon, deoarece Darren Brass se accidentase la braț. A fost concediată, apoi s-a întors ca membră a echipei pentru încă două sezoane, în cele din urmă a revenit la Los Angeles și și-a lansat propriul ei spin-off, intitulat LA Ink, care a avut premiera în august 2007. Un alt spin-off, London Ink, a început pe Discovery Real Time în Marea Britanie, în septembrie 2007. Pe 28 octombrie 2008, un al treilea spin-off, denumit Rio Ink, arătând un salon de tatuaje din Rio de Janeiro, a fost difuzat pe Discovery Channel People and Arts în Brazilia.
Fiecare episod prezintă un număr de clienți împreună cu povestea vieții lor și motivațiile pentru care au ales să se tatueze. În plus, există anumite momente de concentrare asupra vieților personale ale artiștilor. Majoritatea episoadelor sunt narate de James, ocazional de Nunez. Tema muzicală principală a showului este „Funky Kingston“ de Toots & The Maytals. Câteodată, emisiunea prezintă personaje din alte showuri TLC precum „American Chopper“.
După cel de-al 4-lea sezon, James și Nunez au refuzat o ofertă de a filma mai multe episoade pentru show, deoarece „nu au fost mulțumiți de modul în care au fost tratați“. 
În prezent, originalul salon Miami Ink s-a închis, locația fiind preluată de un magazin de vânzare cu amănuntul pentru linia de îmbrăcăminte DeVille, dar James și Nunez, fideli pasiunii lor, au deschis un nou salon de tatuaje, denumit LoveHate Tattoo.